# 野店遗址
野店遗址，位于山东省济宁市邹城市峄山镇野店村，是中华人民共和国全国重点文物保护单位之一。
1977年12月23日，公布为山东省文物保护单位，2013年5月公布为全国重点文物保护单位，是一座古遗址。
- 鸟首状足盆形鼎，新石器时代，龙山文化，野店遗址出土
- 陶鬶，新石器时代，大汶口文化，野店遗址出土
- 陶鬶，新石器时代，大汶口文化，野店遗址出土
- 陶豆，新石器时代，大汶口文化，野店遗址出土
- 白陶豆，新石器时代，大汶口文化，野店遗址出土
- 陶盆，新石器时代，大汶口文化，野店遗址出土
- 陶鼎，新石器时代，大汶口文化，野店遗址出土
- 陶背壶，新石器时代，大汶口文化，野店遗址出土